# Wilfrid Brambell

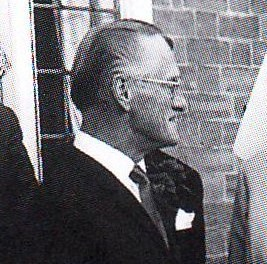
Wilfried Brambell, 1965

Henry Wilfrid Brambell (* 22. März 1912 in Dublin; † 18. Januar 1985 in London) war ein irischer Schauspieler.

## Leben und Karriere
Der Dubliner Wilfrid Brambell stand bereits seit seiner Kindheit auf der Theaterbühne und spielte in den 1920er-Jahren in seiner Heimatstadt an dem berühmten Abbey Theatre. In den frühen 1930er-Jahren zog er nach London, wo er seine Schauspielkarriere am Theater fortsetzte.
Sein Filmdebüt hatte Brambell 1947 in einer kleinen Nebenrolle in dem 1947 erschienenen Kinofilm Ausgestoßen von Carol Reed. In den 1950er-Jahren kam er zu vielen Rollen im britischen Fernsehen, seine Kinorollen blieben hingegen klein und spärlich. Einem breiten Publikum in Großbritannien wurde Brambell erstmals ab 1962 durch die BBC-Fernsehserie Steptoe and Son bekannt. In der mit Unterbrechungen insgesamt über 12 Jahre laufenden Sitcom spielte er den zynischen und kauzigen Schrottsammler Albert Steptoe, der sich regelmäßig tragikomische Rivalitäten mit seinem von Harry H. Corbett gespielten Sohn lieferte. Der damals dem britischen Publikum vertraute Trödelladen oder Schrottplatz in der Serie beeinflusste Paul McCartney beim Verfassen seines 1970 erschienenen Liedes Junk. Es entstanden auch zwei Kinofilme mit Steptoe und Sohn.
Seine wahrscheinlich bekannteste Rolle auf der Kinoleinwand hat Brambell als exzentrischer Großvater von Paul McCartney in dem Beatles-Film Yeah! Yeah! Yeah! (A Hard Day’s Night) aus dem Jahr 1964. Brambell war mit damals gerade 52 Jahren nur 30 Jahre älter als sein „Enkel“ McCartney, aber der schmächtige Charakterdarsteller spielte allgemein häufig Figuren, die deutlich älter als er selbst waren. Nach dem Ende von Steptoe and Son ließen die Rollenangebote für Brambell zunehmend nach, zumal er sehr auf die Rolle des Steptoe festgelegt war und Alkoholprobleme entwickelte. Seine letzte Rolle spielte Brambell 1984 in dem Abenteuerfilm Camelot – Der Fluch des goldenen Schwertes, ein Jahr später starb er im Alter von 72 Jahren an einer Krebserkrankung.
Brambell galt im Alter als eher schwierige und einsame Person, der von sich das Selbstbild eines Dandys hatte. Zu den Schwierigkeiten trug wohl bei, dass er seine Homosexualität nicht offen ausleben konnte und mindestens einmal wegen eines Klappenbesuches verhaftet wurde. Seine einzige Ehe mit einer Frau in den 1950er-Jahren scheiterte, als diese ein Kind mit dem gemeinsamen Untermieter bekam.

## Filmografie (Auswahl)
- 1947: Ausgestoßen (Odd Man Out)
- 1953: The Quatermass Experiment (Fernsehserie, 1 Folge)
- 1954: Sein größter Prozeß (The Green Scarf)
- 1960: Urge to Kill
- 1962: Die Abenteuer des Kapitän Grant (In Search of the Castaways)
- 1962–1964: Steptoe and Son (Fernsehserie, 57 Folgen)
- 1963: Der Gehetzte von Soho (The Small World of Sammy Lee)
- 1964: Die drei Leben von Thomasina (The Three Lives of Thomasina)
- 1964: Yeah! Yeah! Yeah! (A Hard Day’s Night)
- 1965: Hilfe, Touristen! (San Ferry Ann) (Kurzfilm)
- 1968: Der Hexenjäger (Witchfinder General)
- 1968: Tony schlägt Alarm (Cry Wolf) (Kurzfilm)
- 1969: Kindheit, Berufung und erste Erlebnisse des Venezianers Giacomo Casanova (Infanzia, vocazione e prime esperienze die Giacomo Casanova, veneziano)
- 1969: Das total verrückte Irrenhaus (Carry On Again Doctor)
- 1972: Harold und die Stripperin (Steptoe & Son)
- 1973: Sie reiten wieder (Steptoe and Son Ride Again)
- 1973: Ein irrer Trip im Wahnsinnsbus (Holiday on the Buses)
- 1978: Die Abenteuer des Herrn Picasso (Picassos aventyr)
- 1978: Der Doktor und das liebe Vieh (Fernsehserie, 1978) (All Creatures Great and Small) (Fernsehserie, 1 Folge)
- 1980: Wie versteckt man einen Esel? (High Rise Donkey)
- 1981: Die kleine Welt des Don Camillo (The Little World of Don Camillo)
- 1984: Death and Transfiguration´(Kurzfilm, Teil der „Terence Davies Trilogy“)
- 1984: Camelot – Der Fluch des goldenen Schwertes (Sword of the Valiant: The Legend of Sir Gawain and the Green Knight)